# Ансън Бърлингейм
Ансън Бърлингейм (на английски: Anson Burlingame) е американски адвокат, законодател и дипломат.

## Биография
Роден е на 14 ноември 1820 г. в Ню Берлин, щата Ню Йорк.
Завършил е право в Харвард. Практикува право в Бостън. На 14 юни 1861 г. Ейбрахам Линкълн назначава Ансън Бърлингейм за дипломат в Китай.
Два града в САЩ носят неговото име, Бърлингейм в Калифорния и Бърлингейм в Канзас.
Почива внезапно на 23 февруари 1870 г. в Санкт Петербург, Русия.